# Torneo Scania 100
Il Torneo Scania 100 fu una competizione calcistica amichevole riservata alle rappresentative nazionali organizzata nel 1991 in occasione del centenario della fondazione della Scania AB. Oltre ai padroni di casa della Svezia, al torneo presero parte la Danimarca, l'Italia e l'Unione Sovietica.

## Formula del torneo
Il torneo constò di due semifinali a gara unica, in cui le vincitrici ebbero accesso alla finale.

## Risultati

### Semifinali
| Arbitro: | Bo Karlsson |

|                             |           |  |
| Rizzitelli 107’ Vialli 109’ | Marcatori |  |

| Arbitro: | Peter Mikkelsen |

|                                      |           |                 |
| Juran 69’ Kuznetsov 94’ Korneev 117’ | Marcatori | 4’, 105’ Brolin |

### Finale per il 3º posto
| Arbitro: | Aron Schmidhuber |

|                                                 |           |  |
| Dahlin 43’, 55’ Andersson 60’ (rig.) Brolin 69’ | Marcatori |  |

### Finale
| Arbitro: | George Courtney |

|                                               |                      |                                     |
| Korneev 2’                                    | Marcatori            | 43’ Giannini                        |
| Šalimov Kuznecov Kul'kov Kančel'skis Mostovoj | Tiri di rigore 2 – 3 | Berti Baresi De Agostini Vierchowod |

## Vincitore
Italia